# جيفري هاتشر
جيفري هاتشر (بالإنجليزية: Jeffrey Hatcher)‏ هو كاتب سيناريو وكاتب مسرحي أمريكي، ولد في 1958.

## وصلات خارجية
- جيفري هاتشر على موقع IMDb (الإنجليزية)
- جيفري هاتشر على موقع ألو سيني (الفرنسية)
- جيفري هاتشر على موقع أول موفي (الإنجليزية)
- جيفري هاتشر على موقع قاعدة بيانات برودواي على الإنترنت (الإنجليزية)
- جيفري هاتشر على موقع قاعدة بيانات الأفلام السويدية (السويدية)
- جيفري هاتشر على موقع قاعدة بيانات الفيلم (الإنجليزية)
- جيفري هاتشر على موقع كينوبويسك (الروسية)